# Manatí (kommun)
Manatí är en kommun i Colombia.   Den ligger i departementet Atlántico, i den norra delen av landet, 700 km norr om huvudstaden Bogotá. Antalet invånare är 13 810. Arean är 206 kvadratkilometer. Manatí ligger vid sjöarna  Ciénaga Limpia Ciénaga de Guájaro Ciénaga El Playón de Hacha Ciénaga de Cabildo och Embalse Guajaro.
Terrängen i Manatí är huvudsakligen platt, men norrut är den kuperad.